# Rincón de Los Sauces
Pour les articles homonymes, voir Rincón.
Rincón de Los Sauces est une ville d'Argentine située à l'extrême nord-est de la province de Neuquén. Elle est le chef-lieu du département de Pehuenches, titre jadis détenu par Buta Ranquil. Son nom signifie Lieu des Saules en castillan.
Grâce aux importants gisements de pétrole du sous-sol de la région, la ville est devenue officiellement la Capitale nationale de l'énergie.

## Situation
Elle est située à 255 km au nord de la capitale provinciale Neuquén, sur la rive droite (sud) du río Colorado.  De l'autre côté, sur la rive nord de ce dernier, s'étend la province de Mendoza.

## Histoire
En 1914, la localité - simple village d'éleveurs de petit bétail à l'époque - fut largement sinistrée par une violente inondation, liée à une crue géante du Colorado, à la suite de l'effondrement du barrage naturel qui, obstruant sa vallée, avait créé le lac Cari Lauquen.

## Capitale nationale de l'énergie
La société pétrolière argentine YPF découvrit en 1968 du pétrole dans les environs de la petite localité d'alors. Ceci s'avéra être un des principaux gisements du pays. Le petit village se fit rapidement ville, ce qui devint officiel le 20 décembre 1970.
Rincón de los Sauces fut déclarée Capital Nacional de la Energía, la ville de Comodoro Rivadavia restant Capital Nacional del Petróleo 

## Population
La population de la ville se montait à 10.129 habitants en 2001. La croissance atteignait pas moins de 154,37 % par rapport aux 3.982 recensés en 1991. En 2011, on estimait la population à quelque 20 000 habitants.

## Paléontologie - Tourisme
En 1996 on découvrit non loin de la ville des exemplaires complets de Titanosaurus. Les fossiles sont en bon état, ce qui constitue un phénomène rare.
Dans la région se trouvent aussi des cavernes susceptible d'attirer des spéléologues, ainsi que des grottes habitées jadis par des peuples autochtones.
En 1996 a été créée la Réserve provinciale d'usage multiple Auca Mahuida. Vaste de 77 020 hectares, elle est située 35 km au sud de la ville.